# Dan Newell
Dan Newel spíše známý pod přezdívkou The Trumpet Man je trumpetista, který občasně hraje s britskou alternativní rockovou kapelou Muse. Ze známějších písní skupiny hraje svá sóla ve skladbách Knights of Cydonia a City of Delusion z desky Black Holes and Revelations. 
Poprvé se Dan objevil na veřejnosti s kapelou Muse v říjnu 2006 v hudební televizní show Later... with Jools Holland na BBC. První koncert „pana Trumpetisty“ proběhl 11. listopadu 2006 v anglické aréně Manchester Evening News Arena. K vidění je Dan na DVD H.A.A.R.P při skladbě Knights of Cydonia.